# Tapinoschema
Tapinoschema is een geslacht van kevers uit de familie bladsprietkevers (Scarabaeidae). Het geslacht werd voor het eerst wetenschappelijk beschreven in 1880 door Thomson.

## Soorten
- Tapinoschema digglesi (Janson, 1874)
- Tapinoschema impar (MacLeay, 1863)
- Tapinoschema lacunosa (Janson, 1874)